# Siphocampylus lycioides
Siphocampylus lycioides är en klockväxtart som först beskrevs av Adelbert von Chamisso, och fick sitt nu gällande namn av George Don jr. Siphocampylus lycioides ingår i släktet Siphocampylus och familjen klockväxter. Inga underarter finns listade i Catalogue of Life.